# Genic
『_genic』（ジェニック）は、安室奈美恵の12枚目のオリジナルアルバム。2015年6月10日にDimension Pointから発売された。
2017年9月20日（自身の誕生日）、2018年9月16日に引退をする事を表明した為、これが最後のスタジオ・アルバムとなった。

## 解説
- オリジナルアルバムとしては、前作『FEEL』から約2年ぶりのリリース。CD+DVD、CD+Blu-ray、CDの3形態でリリース。
- 今作は「リバイバル」をキーワードに制作され、そのコンセプトに合わない曲の収録を見送ったため、収録曲13曲が全て未発表の新曲となっている。そのため、42ndシングル「BRIGHTER DAY」はカップリング曲含めて全曲未収録となっている。安室がアルバム収録曲を全て新曲で構成するのは12作目にして今回が初となる[8]。
- タイトルである「genic」は単語そのものとしては「遺伝子の」という形容詞だが、接尾辞として他の名詞につくことで、「〜に適した」「〜向きの」という意味にもなる。タイトルの前にブランクを意味する「_」を配したのは、制作側の「安室はサウンドジェニックかダンスジェニックか、はたまたフォトジェニックなのか。自由にイメージしてもらいたい」との思いが込められている[9]。
- 1980、1990年代のダンスビートやR&Bテイストと、最新のダンスビートを融合させた最先端のバラード曲「Anything」やダンスナンバー「Stranger」、自身初のバースデーソング「Birthday」など全13曲を収録。「B Who I Want 2 B feat. HATSUNE MIKU」は、バーチャルアイドル初音ミクとのコラボレーション楽曲（当初はアナグラムを用いた「U hum sneak it」名義とされており、発売日前日になって正体が明かされた[10]）。
- スペシャル・トラックとして、プロデューサーであるデヴィッド・ゲッタとのコラボレーション楽曲「What I Did For Love」が追加収録されている。「What I Did For Love」は、デヴィッド・ゲッタの最新アルバム『LISTEN』収録曲で、デヴィッド・ゲッタにとって最も思い入れのある1曲であり、かつ安室にとってもお気に入りの曲で、かねてから、水面下では両者のコレボレーション企画は進んでいたが、実現には至っておらず、今回改めてデヴィッド・ゲッタ側から新たなフィーチャリングアーティストとして安室がオファーを受け、同楽曲を再レコーディングすることになった[11]。
- 前作の『FEEL』に引き続き 「Photogenic」「Time Has Come」「Birthday」「It」「Scream」「Fashionista」「Fly」「Every Woman」「Space Invader」「Anything」「What I Did For Love」の11曲が全編英語詞である。その為か、日本語でも通訳できるよう全編日本語詞の別冊ライナーノーツが付属されている。
- DVDおよびBlu-rayには、新曲5曲のミュージック・ビデオを収録。「Golden Touch」のミュージックビデオは、楽曲タイトル「Golden Touch」の"Touch（タッチ）"をコンセプトに、タブレット端末などの閲覧環境を想定し、指で画面の真ん中をタッチしながら見ることでいろいろなタッチを「擬似体験」するものとなっている[12]。「Anything」は通常版以外にGoogle Chrome版ミュージックビデオがあり、Google Chromeの"拡張機能"をインストールすることで簡単に観ることができる。Google Chromeの"拡張機能"を活用したミュージックビデオの制作は"世界初"の試みとなっており、既に公開されているバージョンのミュージックビデオでは明かされることのなかった謎が紐解かれるほか、ミュージックビデオの演出と連動しながらユーザーのウィンドウやタブが作動するなど、今までにない全く新しい体験ができた[13]（現在は終了している）。
- 初回限定は型抜きデジパック仕様。先着購入特典は非売品B2ポスター。
- 累計出荷枚数は33.4万枚[14]。累計売上枚数は25.5万枚。

## 収録曲
- 各楽曲のタイアップは、#タイアップ を参照。

### CD
1. Photogenic
作詞・作曲：Maria Marcus, Andreas Oberg, Emyli
編曲：Maria Marcus
2. Time Has Come
作詞：Erik Lidbom
作曲：Erik Lidbom, Maria Marcus
編曲：Maria Marcus
3. Golden Touch
作詞：Andy Love, Joacim Persson, Nikki Flores, Johan Alkenas, TIGER
作曲：Andy Love, Joacim Persson, Nikki Flores, Johan Alkenas
編曲：Joacim Persson, Johan Alkenas
4. Birthday
作詞：Emyli
作曲：Andreas Carlsson, Michael Lerios, Gabrielle Symons, Demitri Lerios, Svante Halldin, Jakob Hazell
編曲：Svante Halldin, Jakob Hazell for Seventyeight Productions
5. It
作詞・作曲：Raphaella Mazaheri-Asadi, Bardur Haberg, Hiten Bharadia, Oli Jogvansson
編曲：Bardur Haberg
6. Scream
作詞：Erik Lidbom
作曲：Erik Lidbom, Jon Hällgren
編曲：Erik Lidbom
7. Fashionista
作詞・作曲：Jenna Donnelly, Scott Stoddart, Emyli
編曲：Scott Stoddart of Audiofreaks
8. Fly
作詞・作曲：David Wade, Mike Hunnid, Skylar Mones, SUNNY BOY
編曲：Skylar Mones, SUNNY BOY（TinyVoice,Production）
9. B Who I Want 2 B feat.HATSUNE MIKU
作詞：SOPHIE, Mitchie M
作曲：SOPHIE
編曲：SOPHIE
10. Stranger
作詞：SKY BEATZ, SHIKATA, Maria Marcus, TIGER
作曲：SKY BEATZ, SHIKATA, Maria Marcus
編曲：HIRO DOI（NICHION）, SKY BEATZ
11. Every Woman
作詞・作曲：Chris Meyer, Barbi Escobar, Kevin Charge
編曲：Kevin Charge
12. Space Invader
作詞・作曲：Gennessee Lewis, Cait La Dee, Michael McGarity
編曲：Mighty Mike
13. Anything
作詞・作曲：James "KEYZ" Foye, Anthony Franks
編曲：James "KEYZ" Foye

Special Track
14. What I Did For Love / David Guetta feat. Namie Amuro
作詞・作曲：David Guetta, Giorgio Tuinfort, Breyan Stanley Isaac, Jason Evigan, Sam Martin, Sean Douglas
編曲：David Guetta, Giorgio Tuinfort

### DVD・Blu-ray
Music Videos
1. Golden Touch
ディレクター：川村真司 (PARTY NY), 山下健治（LOGAN NY)
2. Birthday
ディレクター：古屋遙
振付：NANAKO
3. Fashionista
ディレクター：安田大地 (VUNO)
振付：AKO
4. Stranger
ディレクター：安田大地 (VUNO)
振付：AKO
5. Anything
ディレクター：斎藤渉 (EPOCH Inc.)

Bonus Contents (Secret Track)
- Birthday (Behind Movie)
シークレットトラックで、曲目は記載されていない。
1サビ部分に入る瞬間でリモコンのポップアップボタン（決定ボタン）を押すと別のコマンドに切り替わる事で、視聴が可能。内容はMVにも登場しているダンサーが撮影したスマートフォンの動画を、メイキング・シーンとして再現されたものとなっている。
- Fashionista (Dance ver.)
シークレットトラックで上述同様、記載されていない。
ラストサビ部分の花が飛び散る場面で、上述の手法を行うことで視聴が可能。内容はMVとは別カット、全編ダンスシーンのみで構成されたものとなっている。

## チャート
| チャート（2015年）              | 最高 順位 |
| ------------------------------- | --------- |
| Billboard Japan Hot Albums      | 1         |
| Billboard Japan Top Album Sales | 1         |
| オリコン週間アルバムチャート    | 1         |

| チャート（2015年）           | 順位 |
| ---------------------------- | ---- |
| Billboard Japan Hot Albums   | 4    |
| オリコン年間アルバムチャート | 16   |

## 認定とセールス
| 国/地域                                             | 認定     | 認定/売上数                       |
| --------------------------------------------------- | -------- | --------------------------------- |
| 日本 (RIAJ)                                         | プラチナ | 255,000（フィジカルCD) (オリコン) |
| * 認定のみに基づく売上数 ^ 認定のみに基づく出荷枚数 |          |                                   |

## タイアップ
| M-3 | Golden Touch | 日本テレビ系「スッキリ!!」9月テーマソング |

## 発売形態
| 国/地域           | レーベル        | 形態       | 発売日        | 品番         | 備考                                                         |
| ----------------- | --------------- | ---------- | ------------- | ------------ | ------------------------------------------------------------ |
| 日本              | Dimension Point | CD+DVD     | 2015年6月10日 | AVCN-99024/B | 初回限定盤のみ型抜きデジパック仕様。先着購入特典B2ポスター。 |
| 日本              | Dimension Point | CD+Blu-ray | 2015年6月10日 | AVCN-99025/B | 初回限定盤のみ型抜きデジパック仕様。先着購入特典B2ポスター。 |
| 日本              | Dimension Point | CD         | 2015年6月10日 | AVCN-99026   | 初回限定盤のみ型抜きデジパック仕様。先着購入特典B2ポスター。 |
| 台湾              | Avex Taiwan     | CD         | 2015年6月19日 | AVJCD10603   | N/A                                                          |
| 出典：MusicBrainz |                 |            |               |              |                                                              |